# Don Diablo
Don Pepijn Schipper (pronúncia neerlandesa: [ˈdɔn pɛˈpɛin ˈsxɪpər]; nascido em 27 de fevereiro de 1980), mais conhecido como Don Diablo, é um DJ, produtor musical, cantor e compositor de música eletrônica neerlandês. Ele é conhecido por seu estilo eclético de produção e vocalização na maioria de suas músicas. Em 2016, a revista DJ Magazine o posicionou como o 15º melhor DJ do mundo.   No mesmo ano foi eleito Artista de Future House do Ano pelo Beatport. Em 2018, a mesma DJ Mag o nomeou como o 7° melhor DJ do mundo, evidenciando, assim, sua ascensão na carreira musical desde 2014.

## Vida Pessoal
Don Diablo nasceu em Coevorden, Países Baixos, em 27 de fevereiro de 1980. Seu envolvimento com a música começou cedo e aos 15 anos de idade assinou seu primeiro contrato de gravação.
No final de 2005, Don Diablo fundou sua própria gravadora e marca de eventos, Sellout Sessions, elevando seu perfil em seu país natal, a Países Baixos. O sucesso veio depois, com o lançamento dos singles "Blow", "Who's Your Daddy", "Pain Is Temporary, Pride is Forever", "Hooligans" e "Animale".
"Blow" foi seu primeiro single de sucesso na cena de clubes noturnos, sendo lançada em mais de dez países.
Don Diablo completou seus estudos obtendo um diploma de bacharel em jornalismo.

## Carreira

### 1997-2005
Don Diablo tocou no Canadá, Reino Unido, EUA, Austrália, Japão, Brasil e Israel. Ele tocou em clubes e festivais, incluindo o clube "Passion" em Londres como DJ residente em 2002, Ministry of Sound, Gatecrasher, Dancevalley, Godskitchen, Impulz, Mysteryland, Creamfields, Haoman 17, Turnmills, Chasing Summer, Innercity, Northern Lights, Extrema Outdoorn, ElectroNation e Razzmatazz e Space em Ibiza.
Ele produziu para uma gama diversificada de artistas, incluindo Kelis, Alex Clare, Diplo, Example, Dragonette, Noisia, Rox, Sidney Samson, ou Est Le Swimming Pool e remixou músicas de artistas como Bastille, Birdy, Tinie Tempah, Mika, The Chemical Brothers, Cassius, Gorillaz, entre outros. De acordo com o autor de um blog de música norte-americana The Hype Machine, ele foi nomeado "Artista mais blogado" no mundo várias vezes.
Em 2004, ele lançou seu projeto de música separado chamado Divided. O projeto teve dois hits "The Music, the People" creditado ao Divided featuring Diablo em 2004, seguido de "Easy Lover" em 2005, creditado ao Diablo apresenta o Divided, um remake de dança do sucesso conjunto de Philip Bailey e Phil Collins em 1985, Remake dividido após vinte anos após o lançamento do original.

### 2006-2009
Em 2006, Don Diablo foi licenciado para o topo do ranking britânico "Exceeder" pelo Mason. O recorde foi originalmente assinado para Middle of the Road, uma gravadora criada pelo promotor de clubes Diablo e Amsterdam, Roy Avni (Electro Nation). Em 2009, "Hooligans", uma colaboração com o produtor inglês, cantor, compositor, rapper e gravador, chegou ao número 15 no UK Dance Chart.

### 2010-2013
Em 2010, uma colaboração com a Dragonette resultou no hit single "Animale" que traçou no holandês Singles Chart, bem como no quadro belga Ultratip.
Em 2013, Diablo lançou novas músicas no rótulo Axtone gravadora do Axwell, Protocol de Nicky Romero, na Size de Steve Angello e na Spinnin'. Ele criou a música tema para o jogo eletrônico 2013 Batman: Arkham Origins.
Sua música "Starlight (Could You Be Mine)", feita com o DJ / produtor britânico Matt Nash, estreou no último show do Swedish House Mafia, depois de Axwell ter assinado com a gravadora. A música tornou-se um hit no Beatport Top 5, e mais tarde vários de seus outros lançamentos chegando ao Beatport Top 10. O video musical, dirigido por Kyle Padilla, foi publicado em 7 de fevereiro de 2014, cerca de sete meses após o lançamento da música.
Durante 2013, Pete Tong estreou seis dos lançamentos de Diablo em seu show da BBC Radio 1. Ele teve uma residência na discoteca de Las Vegas, "Light", tocou na festa de encerramento do Departures Ibiza ao lado de Axwell e Sebastian Ingrosso, e visitou o Reino Unido com Nicky Romero. Ele teve uma turnê solo na Ásia e nos EUA.

### 2014-2016
Em 2014, a Diablo estreou seu novo conceito visual "The Hexagon" com a empresa visual "VSquared Labs", de em Los Angeles.
Em outubro de 2014, Diablo fez sua estréia na lista dos top 100 melhores DJs no n° 82. Em outubro de 2015, Don Diablo foi premiado com o prêmio do mais alto escalador do ano do DJ Magazine, saltando 52 lugares para o número 30 no Top 100 Lista de DJs de 2015.
Diablo lançou sua gravadora Hexagon. O primeiro lançamento, um remix de "You Make Me Feel Better", de Alex Adair, realizou o nº. 1 posição no Beatport por quase duas semanas e o rótulo foi premiado com o "melhor novo rótulo do ano".
Em 2015, o seu programa de rádio HEXAGON foi transmitido em mais de 35 países e ocupa uma sólida posição de 10 melhores na seção de podcast do iTunes todas as semanas.
Diablo dirigiu todos os seus próprios vídeos musicais e está trabalhando na música tema do título para uma nova versão de ficção científica para 2017.
Em 2015, a Diablo colaborou com o produtor holandês Tiësto na faixa "Chemicals" com vocais do cantor e produtor dinamarquês Thomas Troelsen.
Ao longo de 2016 e 2017, a Diablo foi na Tour Across Europe, esta foi vendida em vários locais, incluindo o primeiro show de manchetes em Londres.

### 2017-presente
Em 2017, Don Diablo continuou a última parte de sua turnê e também lançou seu álbum Past.Present.Future, uma compilação de faixas lançadas anteriormente.
O Artista de future house n° 1 da Beatport e Artista n°15 na lista Top 100 do DJ Mag, o DJ / produtor holandês Don Diablo está acelerando rapidamente como uma força importante a ser contada. Depois de marcar vários hits no Beatport com registros como "On My Mind", "Universe", "Anytime", "Chemicals" (com Tiesto) e "Cutting Shapes"; Don está trabalhando em seu próximo álbum de artista para 2017.
Um horário de turnê global cheio viu que ele era um dos principais artistas da Tomorrowland, EDC, Creamfields, Mysteryland, Lollapolooza e Ultra Music Festival.
Com um olhar para a moda e as tendências, a linha de mercadoria auto design de Don é vendida dentro de horas toda vez que ela é reabastecida. 2017 vai vê-lo lançar sua própria linha de moda.
Em 17 de março de 2017, Don Diablo estreou uma nova colaboração com MARNIK e o cantor não credenciado da música No Money da Galantis, Reece Bullimore, intitulado ''Children of a Miracle''.

## Discografia

### Álbuns de estúdio
| Título                                                                                        | Detalhe do álbum                                                                                   | Posições em paradas músicais | Posições em paradas músicais |
| Título                                                                                        | Detalhe do álbum                                                                                   | NLD                          | BEL                          |
| --------------------------------------------------------------------------------------------- | -------------------------------------------------------------------------------------------------- | ---------------------------- | ---------------------------- |
| Life Is a Festival                                                                            | - Lançamento: 24 de outubro de 2008 - Gravadora: Sellout Sessions - Formatos: CD, digital download | 37                           | —                            |
| Future                                                                                        | - Lançamento: 9 de fevereiro de 2018 - Gravadora: Hexagon - Formatos: CD, digital download         | 92                           | 107                          |
| "—" indica que a gravação não foi incluída nas paradas ou não foi distribuída naquela região. | |                              |                              |

## Singles

### Como artista principal
| Título                                                                                        | Ano  | Posições em paradas músicais | Posições em paradas músicais | Posições em paradas músicais | Posições em paradas músicais | Álbum              |
| Título                                                                                        | Ano  | NLD                          | BEL                          | FRA                          | SWE                          | Álbum              |
| --------------------------------------------------------------------------------------------- | ---- | ---------------------------- | ---------------------------- | ---------------------------- | ---------------------------- | ------------------ |
| "Useless"                                                                                     | 2003 | 36                           | —                            | —                            | —                            | Non-album singles  |
| "Fade Away (Round & Round)"                                                                   | 2004 | 98                           | —                            | —                            | —                            | Non-album singles  |
| "Blow" (com participação especial de The Beatkidz)                                            | 2005 | 26                           | —                            | —                            | —                            | Non-album singles  |
| "Never Too Late (To Die)"                                                                     | 2006 | 46                           | —                            | —                            | —                            | Non-album singles  |
| "I Need To Know" (com participação especial de Shystie)                                       | 2006 | 74                           | —                            | —                            | —                            | Life Is a Festival |
| "Who's Your Daddy"                                                                            | 2006 | 25                           | —                            | —                            | —                            | Life Is a Festival |
| "Stand Up"                                                                                    | 2007 | 61                           | —                            | —                            | —                            | Life Is a Festival |
| "Pain Is Temporary, Pride Is Forever"                                                         | 2007 | 42                           | —                            | —                            | —                            | Life Is a Festival |
| "This Way (Too Many Times)" (com participação especial de Bizzey)                             | 2007 | 28                           | —                            | —                            | —                            | Life Is a Festival |
| "Life Is a Festival"                                                                          | 2008 | 82                           | —                            | —                            | —                            | Life Is a Festival |
| "Hooligans" (com Example)                                                                     | 2009 | —                            | —                            | —                            | —                            | Non-album singles  |
| "Animale" (com participação especial de Dragonette)                                           | 2010 | 33                           | 2                            | —                            | —                            | Non-album singles  |
| "Mezelluf"                                                                                    | 2011 | —                            | —                            | —                            | —                            | Non-album singles  |
| "The Artist Inside" (com participação especial de JP Cooper)                                  | 2012 | 26                           | —                            | —                            | —                            | Non-album singles  |
| "Edge of the Earth"                                                                           | 2013 | —                            | —                            | —                            | —                            | Non-album singles  |
| "Anytime"                                                                                     | 2014 | —                            | 71                           | —                            | —                            | Non-album singles  |
| "Chemicals" (com Tiësto e participação especial de Thomas Troelsen)                           | 2015 | —                            | 26                           | —                            | 84                           | Non-album singles  |
| "Got the Love" (com participação especial de Khrebto)                                         | 2015 | —                            | 43                           | —                            | —                            | Non-album singles  |
| "Cutting Shapes"                                                                              | 2016 | —                            | —                            | 84                           | —                            | Non-album singles  |
| "Save a Little Love"                                                                          | 2017 | —                            | —                            | —                            | —                            | Future             |
| "Momentum"                                                                                    | 2017 | —                            | —                            | —                            | —                            | Future             |
| "Don't Let Go" (com participação especial de Holly Winter)                                    | 2017 | —                            | —                            | —                            | —                            | Future             |
| "Take Her Place" (com participação especial de A R I Z O N A)                                 | 2017 | —                            | —                            | —                            | —                            | Future             |
| "You Can't Change Me"                                                                         | 2017 | —                            | —                            | —                            | —                            | Future             |
| "Believe" (com participação especial de Ansel Elgort)                                         | 2018 | —                            | —                            | —                            | —                            | Future             |
| "Give Me Love" (com participação especial de Calum Scott)                                     | 2018 | —                            | —                            | —                            | —                            | Future             |
| "Brave" (com Jessie J)                                                                        | 2019 | —                            | —                            | —                            | —                            | Non-album single   |
| "—" indica que a gravação não foi incluída nas paradas ou não foi distribuída naquela região. |      |                              |                              |                              |                              |                    |

## Filantropia
Diablo foi o primeiro embaixador da Dance4Life, uma campanha de ação internacional apoiada pela ONU para combater o HIV e a AIDS. Diablo viajou para a África do Sul para visitar vários projetos afiliados da Dance4Life em Joanesburgo e Cidade do Cabo. A MTV Networks lançou um documentário intenso sobre a visita de Don a esses projetos.
Em julho de 2014, Don se associou à marca de estilo de vida EDM Electric Family para produzir uma pulseira de colaboração para a qual 100% dos produtos são doados para Fuck Cancer.